# Guacarí
Guacarí là một khu tự quản thuộc tỉnh Valle del Cauca, Colombia. Thủ phủ của khu tự quản Guacarí đóng tại Guacarí Khu tự quản Guacarí có diện tích 167 ki lô mét vuông. Đến thời điểm ngày 28 tháng 5 năm 2005, khu tự quản Guacarí có dân số 25948 người.